# Näbbtjärnen, Medelpad
Näbbtjärnen är en sjö i Ånge kommun i Medelpad och ingår i Ljungans huvudavrinningsområde. Sjön har en area på 0,0933 kvadratkilometer och ligger 385,1 meter över havet. Näbbtjärnen ligger i Helvetesbrännan (södra) Natura 2000-område. Sjön avvattnas av vattendraget Vattenån.

## Delavrinningsområde
Näbbtjärnen ingår i det delavrinningsområde (694142-147301) som SMHI kallar för Utloppet av Näbbtjärnen. Medelhöjden är 415 meter över havet och ytan är 0,49 kvadratkilometer. Räknas de 6 avrinningsområdena uppströms in blir den ackumulerade arean 18,88 kvadratkilometer. Vattenån som avvattnar avrinningsområdet har biflödesordning 3, vilket innebär att vattnet flödar genom totalt 3 vattendrag innan det når havet efter 136 kilometer. Avrinningsområdet består mestadels av skog (73 procent). Avrinningsområdet har 0,09 kvadratkilometer vattenytor vilket ger det en sjöprocent på 18,5 procent.